# Цинкоплавильний завод у Картахені

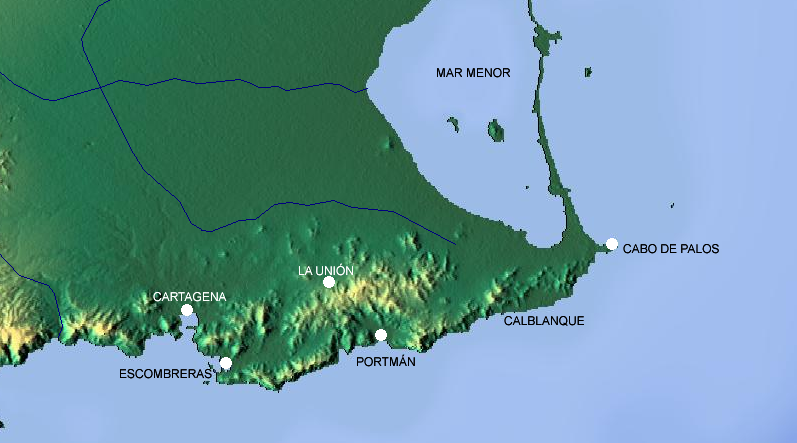
Мапа розташування Картахени та масиву Сьєрра-де-Картахена, що тягнеться на схід від неї із центром видобутку в Ла-Уніон

Цинкоплавильний завод у Картахені – колишній виробничий майданчик на сході Іспанії.
Для реалізації проекту в 1956-му створили Sociedad Española del Zinc (ZINSA), проте його поступ зустрів сильний спротив зі сторони компанії Real Compañía Asturiana de Minas, що діяла на півночі країни та традиційно була єдиним виробником цинку в Іспанії. Втім, у підсумку все-таки перемогли аргументи на користь появи другого майданчику, який би знаходився ближче до масиву Сьєрра-де-Картахена, де очікувалась активізація видобувної діяльності (зокрема, ZINSA ввела тут в дію рудник Ель-Ліріо). До того ж початок введення ТЕС Ескомбрерас гарантував гарне енергопостачання індустріальних зон Картахени.
Майданчик ZINSA почав свою роботу в 1960-му. В 1975 – 1976 роках здійснили модернізацію з розширенням потужностей, так що станом на початок 1990-х завод міг щорічно приймати на переробку 90 – 100 тисяч тонн цинкового концентрату та виплавляти електролітичним методом 31 тисячу тонн цинку.
Під час плавки концентрату виділяються великі обсяги діоксиду сірки, тому невід’ємною частиною технології є нейтралізація цієї шкідливої сполуки. Як наслідок, станом на початок 1990-х завод міг продукувати 57 тисяч тонн сульфатної кислоти на рік (також відомо, що в цей період діяв контракт на поставку 50 тисяч тонн сусідньому заводу калійних добрив компанії Ercros).
У 1980-х на тлі падіння цін на метали галузь зустрілась з кризовими явищами (відомо, що на початку цього десятиліття завод ZINSA працював лише на 40% своєї потужності), що в 1990-х призвели до припинення розробки родовищ Сьєрра-де-Картахена. В 2002-му ZINSA зупинила роботу плавильного майданчику, а в 2005-му було оголошено про банкрутство.